# Gustaw Zemła
Gustaw Zemła, właśc. Kazimierz Gustaw Zemła (ur. 1 listopada 1931 w Jasienicy Rosielnej) – polski artysta rzeźbiarz, pedagog.

## Życiorys
W latach 1952–1958 studiował w Akademii Sztuk Pięknych w Warszawie.
Od 1958 roku uczy rzeźby na ASP; w latach 1973–1976 był jej prorektorem, a w latach 1983−1986 dziekanem. Od 1964 doktor, od 1987 roku profesor zwyczajny, członek czynny Polskiej Akademii Umiejętności (od 2003). Od 2006 roku Członek Rady Programowej Fundacji Centrum Twórczości Narodowej. Specjalizuje się w zakresach rzeźby pomnikowej, sakralnej, studyjno-kameralnej.

## Dzieła
Autor pomników
- Powstańców Śląskich w Katowicach
- Władysława Broniewskiego w Płocku
- Polegli Niepokonani w Warszawie
- Ludwika Waryńskiego w Warszawie

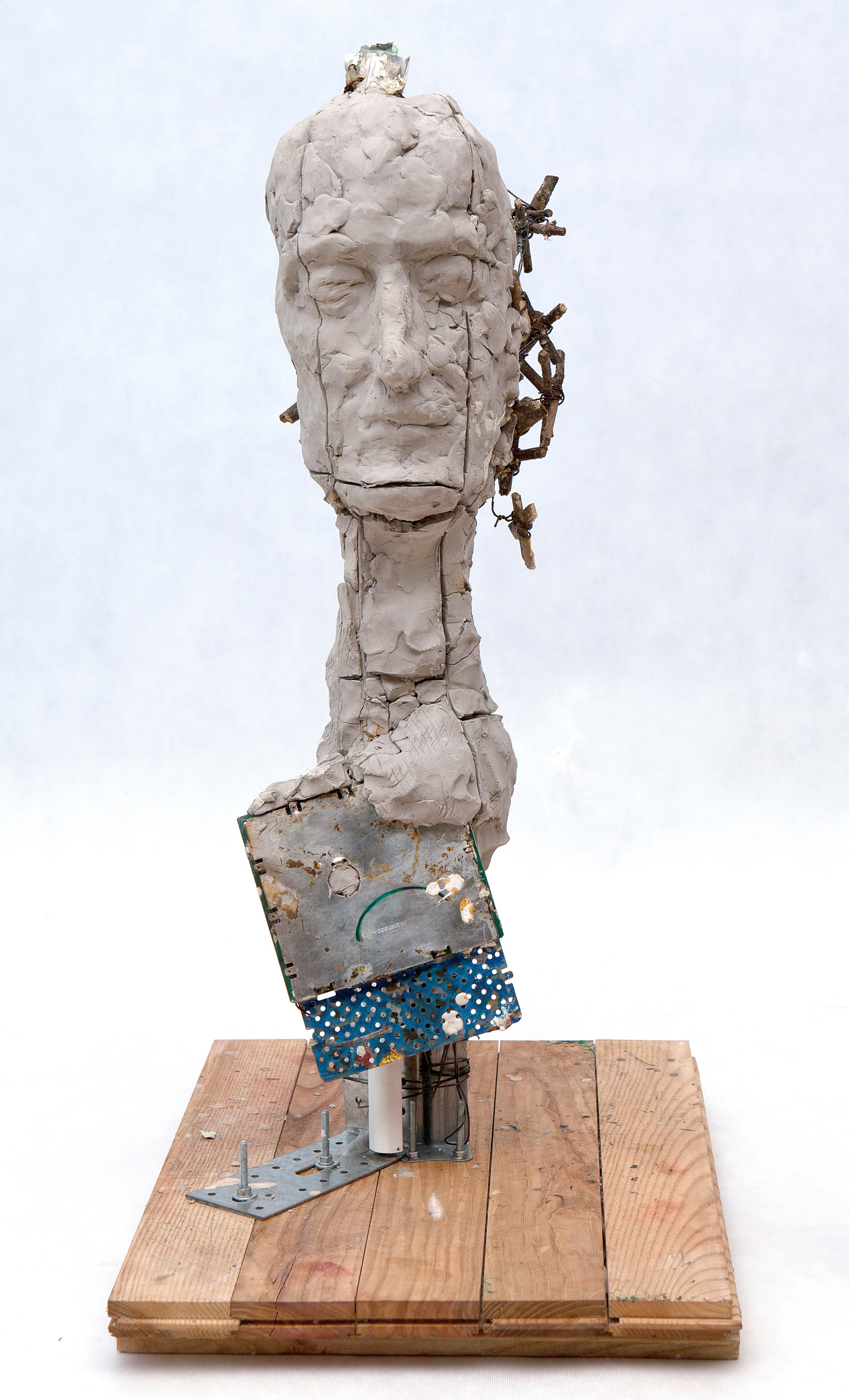
Odwiedziny Profesora Zemły (2013) - popiersie prof. Zemły wykonane przez jego uczniów, rzeźbiarzy Pawła Althamera i Artura Żmijewskiego. Kolekcja MSN w Warszawie

- Pomnik Karola Świerczewskiego w Warszawie
- Bitwy o Monte Cassino w Warszawie
- Henryka Sienkiewicza w Warszawie
- Pomnika Czynu Polaków w Szczecinie
- Pomnik Dekalogu w Łodzi
- Ernesta Malinowskiego w Peru
- Jerzego Ziętka w Katowicach
- Henryka Sienkiewicza w Kielcach
- bł. ks. Jerzego Popiełuszki w Toruniu
- Pomnik bł. Stefana Wincentego Frelichowskiego w Toruniu[2]
- Pomnik Henryka Sienkiewicza w Toruniu
- Pomnik poświęcony zamordowanym w obozie hitlerowskim w III Forcie w Pomiechówku
- Pomnik na grobie podróżnika Tonego Halika na Cmentarzu Bródnowskim w Warszawie (2002)[3]
- prymasa Augusta Hlonda w Mysłowicach (projekt)[4]
- krucyfiks w ołtarzu głównym kościoła pw. Podwyższenia Krzyża Świętego i Matki Bożej Uzdrowienia Chorych w Katowicach (1990)[5]

Autor pomników papieża Jana Pawła II
- Jana Pawła II w Mistrzejowicach (1991)[6]
- Jana Pawła II w Katowicach (2006)
- Jana Pawła II w Suwałkach (2007)
- Pomnik papieża Jana Pawła II w Płocku (1993)[7]
- Pomnik Jana Pawła II w Oleszycach (1993)[8],
- Pomnik Jana Pawła II w Łomży (1994)[9]
- Pomnik Jana Pawła II w Montevideo (1998)[10],
- Pomnik Jana Pawła II na Górze Świętej Anny (2000)[11]
- Pomnik Jana Pawła II w Katowicach (2006)[5]
- Pomnik Jana Pawła II w Krakowie na Wawelu (2008)[12]

Autor rzeźb
- Rzeźby w Galerii Rzeźby w Parku w Radziejowicach: m.in. „Śpiąca”, „Matka Teresa”, „Henryk Sienkiewicz”, „Dawid”;
- statuetka przyznawana za najlepszą książkę roku laureatom Nagrody Literackiej „Nike”[13].

## Ordery, odznaczenia i nagrody
- Krzyż Wielki Orderu Odrodzenia Polski (postanowieniem prezydenta Bronisława Komorowskiego z 4 lipca 2011 „w uznaniu wybitnych zasług dla kultury polskiej, za osiągnięcia w twórczości artystycznej oraz pracy dydaktycznej”)[14]
- Krzyż Komandorski z Gwiazdą Odrodzenia Polski (1996)[15]
- Krzyż Komandorski Orderu Odrodzenia Polski
- Krzyż Oficerski Orderu Zasługi (Zakon Maltański)
- Oficer Order Zasługi za Wybitną Służbę (1999, Peru)[16]
- Odznaka Honorowa Gryfa Pomorskiego
- Złota Odznaka honorowa „Za Zasługi dla Warszawy” (1970)[17]
- Nagroda Państwowa I. stopnia (1980)[18]
- Nagroda Ministra Kultury i Sztuki I stopnia (22 lipca 1973)[19];
- Medal za Zasługi dla Miasta Szczecina (2012)[20]
- Nagroda "Trybuny Ludu" (1976)[21]
- Dyplom honorowy Związku Artystów Plastyków ZSRR (1979)[22]